# Castelo de Tarasp

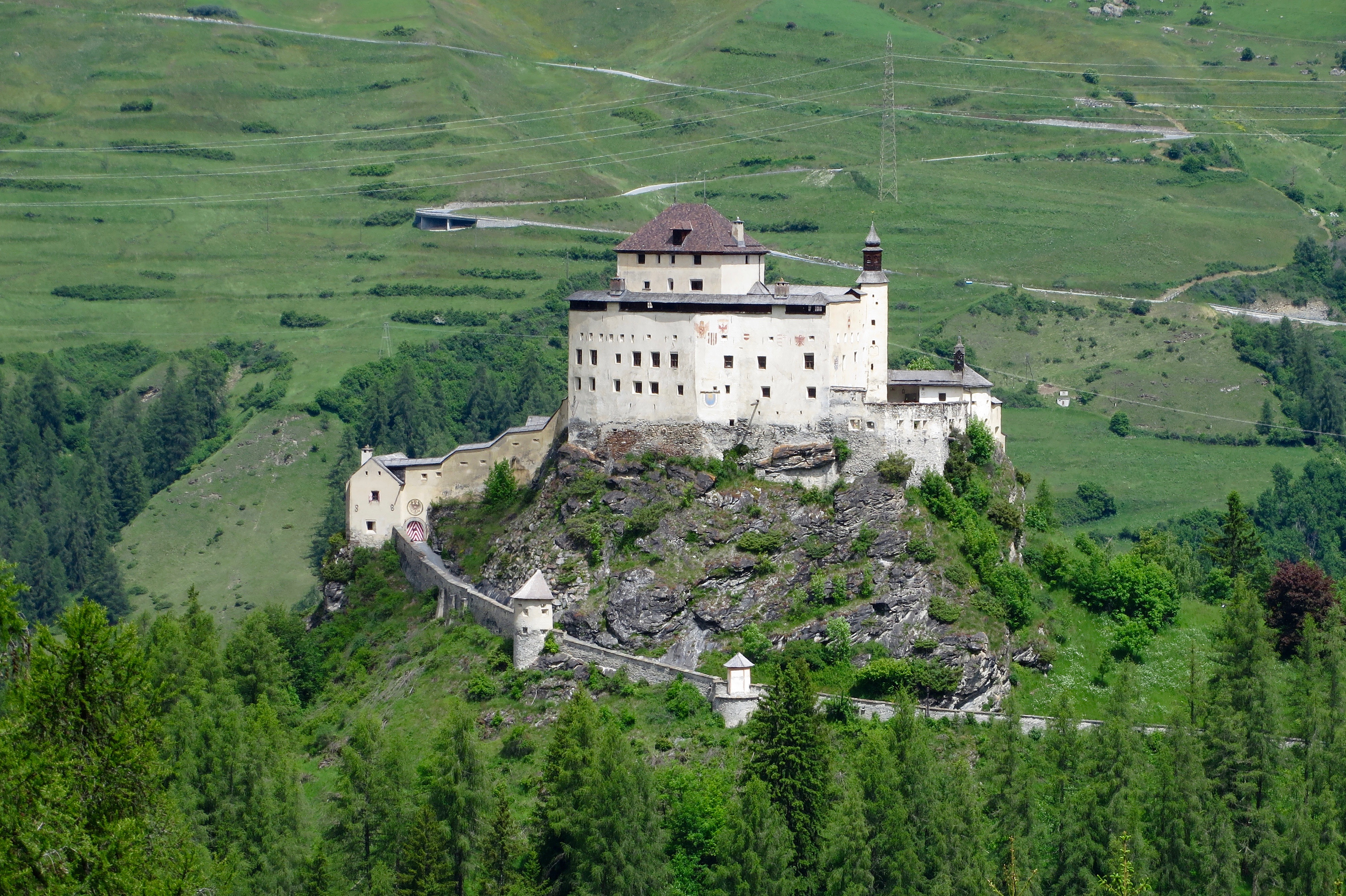
Castelo de Tarasp

O Castelo de Tarasp (alemão: Schloss Tarasp, romanche: Chastè da Tarasp) é um castelo localizado na Suíça, próximo a Tarasp, no cantão de Grisões. É um Bem cultural de importância nacional e regional da Suíça.